# 慶滋為政
慶滋 為政（よししげ の ためまさ、生没年不詳）は、平安時代中期の貴族・文人。氏は善滋とも記される。加賀守・賀茂忠行の孫で、能登守・慶滋保章の子。官位は従四位上・文章博士。善博士とも呼ばれた。

## 経歴
一条朝前期の長徳4年（998年）文章生であったが、方略試に及第して権少外記に任官する。長保5年（1003年）巡爵により従五位下に叙爵し、まもなく外記を去ったか。
式部少輔を経て、一条朝末の寛弘8年（1011年）3月に大内記を兼ねるが、同年6月の三条天皇の践祚を経て、同年10月に河内守として地方官に転じた。その後、三条朝にて従四位下・内蔵権頭に叙任される。
長和5年（1016年）後一条朝の大嘗会では主基方屏風歌を詠む。寛仁2年（1018年）文章博士に任ぜられると10年以上に亘ってこれを務め、民部権大輔・河内守も兼ねた。また、治安・万寿・長元の三度に亘って、勘申した元号が採用されている。
右大臣・藤原実資の家司も務めた。

## 人物
和漢に優れ、寛仁2年（1018年）の小一条院の大堰川遊覧では真名序を、万寿元年（1024年）の後一条天皇の高陽院行幸の後宴では仮名序を作成した。勅撰歌人として『拾遺和歌集』（1首）以下の勅撰和歌集に4首の和歌作品が採録されている。

## 官歴
- 時期不詳：文章生[8]
- 長徳4年（998年） 日付不詳：方略試及第[8]。10月22日：権少外記[9]
- 長徳5年（999年）正月：少外記[9]
- 長保5年（1003年）正月7日：従五位下[9]。正月30日：辞少外記?[9]
- 時期不詳：式部少輔[10]
- 寛弘8年（1011年） 3月19日：兼大内記[10]。9月15日：見正五位下[10]。10月5日：河内守[10]
- 長和4年（1015年） 4月23日：見内蔵権頭[11]。12月4日：見従四位[11]
- 寛仁2年（1018年） 9月24日：文章博士[8]
- 治安4年（1024年） 正月7日：見民部権大輔[11]
- 万寿2年（1025年） 3月4日：見河内守[11]
- 時期不詳：従四位上[12][13]
- 長元2年（1029年） 10月22日：見文章博士
- 長元5年（1032年） 3月27日：故人[14]

## 系譜
- 父：慶滋保章[12]または保明[15]
- 母：不詳
- 妻：藤原氏[14]
  - 女子：藤原理子 - 掌侍[14]
- 生母不詳の子女
  - 女子：藤原経衡室[12]